# Arum rupicola
Arum rupicola är en kallaväxtart som beskrevs av Pierre Edmond Boissier. Arum rupicola ingår i Munkhättesläktet och i familjen kallaväxter.

## Underarter
Arten delas in i följande underarter:
- A. r. rupicola
- A. r. virescens